# غيتو غزة
غيتو غزة: صورة عائلة 1948-1984 هو فيلم وثائقي يتناول حياة عائلة فلسطينية تعيش في مخيم جباليا للاجئين. أُنتج عام 1984 بواسطة جوان مانديل، وبي هولمكويست، وبيير بيوركلوند، ويُعتبر أول فيلم وثائقي يتم إنتاجه في غزة، ويتضمن الفيلم مشاهد لأرييل شارون وبنيامين بن إليعازر وجنود إسرائيليين يناقشون مسؤولياتهم بصراحة. ويصف حامد النفيسي في كتابه سينما متقنة الفيلم بأنه فيلم مبكر مهم يعالج وضع اللاجئين الفلسطينيين.

## قصة الفيلم
يتتبع الفيلم قصة عائلة لاجئة من قطاع غزة تزور موقع قريتهم السابقة التي أصبحت الآن مدينة يهودية في إسرائيل. وخلال الزيارة يشير الجد والجد الأكبر إلى بستان وجميز يعودان لمحمد أيوب والعم خليل، ليظهر أحد الإسرائيليين ويطلب منهم المغادرة، مدعياً أنهم بحاجة إلى تصريح للتواجد هناك. ترد عليه الأم قائلة: نحن نعمل في يافا وتل أبيب وهذا ليس ممنوعاً، ليجيبها هنا ممنوع. يُذكر تيد سويدنبرج في كتابه "ذكريات الثورة: ثورة 1936-1939 والماضي الوطني الفلسطيني"، أن هذه المشاهد تؤكد بقوة أن الموقع هو منزل العائلة الفلسطينية.